# Boerenbond (Vlaanderen)
De Boerenbond is een Vlaamse vereniging voor boeren, met daarnaast ook een werking in de Duitstalig-Belgische Oostkantons.  Deze ledenorganisatie behartigt de belangen van de landbouwers op gewestelijk, federaal en Europees niveau. De boerenbond zet hier voornamelijk in op de conventionele landbouw.

## Ledenorganisatie
Boerenbond is de grootste ledenorganisatie  in de Vlaamse land- en tuinbouwsector.  Kleine en grote bedrijven, ongeacht de sector, productiemethode of het afzetkanaal, ze hebben allemaal hun plaats in Boerenbond. Via diverse overlegstructuren op lokaal (211 bedrijfsgilden), regionaal (2 regioraden), provinciaal (5) en nationaal (1) niveau worden de leden betrokken bij de standpuntvorming van de organisatie.  Hierdoor beschikt Boerenbond over een fijnmazig netwerk dat alle landbouwsectoren en gebieden, in Vlaanderen en de Oostkantons afdekt.
Boerenbond zet zich, als partner van zijn leden-land- en -tuinbouwers, beleid en het brede publiek, in voor een sterke land- en tuinbouwsector. Dit doet de organisatie op 6 domeinen: belangenbehartiging, vorming, netwerking, innovatie, het creëren van draagvlak en adviesverlening.

## Geschiedenis
Op 20 juli 1890 werd de Belgische Boerenbond opgericht in Leuven door onder meer Jacob-Ferdinand Mellaerts, de latere eerste minister Frans Schollaert en de latere minister Joris Helleputte.
Sinds de oprichting is Boerenbond uitgegroeid tot een solide beroepsorganisatie die de belangen verdedigt van land- en tuinbouwers en hen begeleidt, zodat ze veerkrachtiger de uitdagingen van de sector kunnen aanpakken.

## Boer&Tuinder

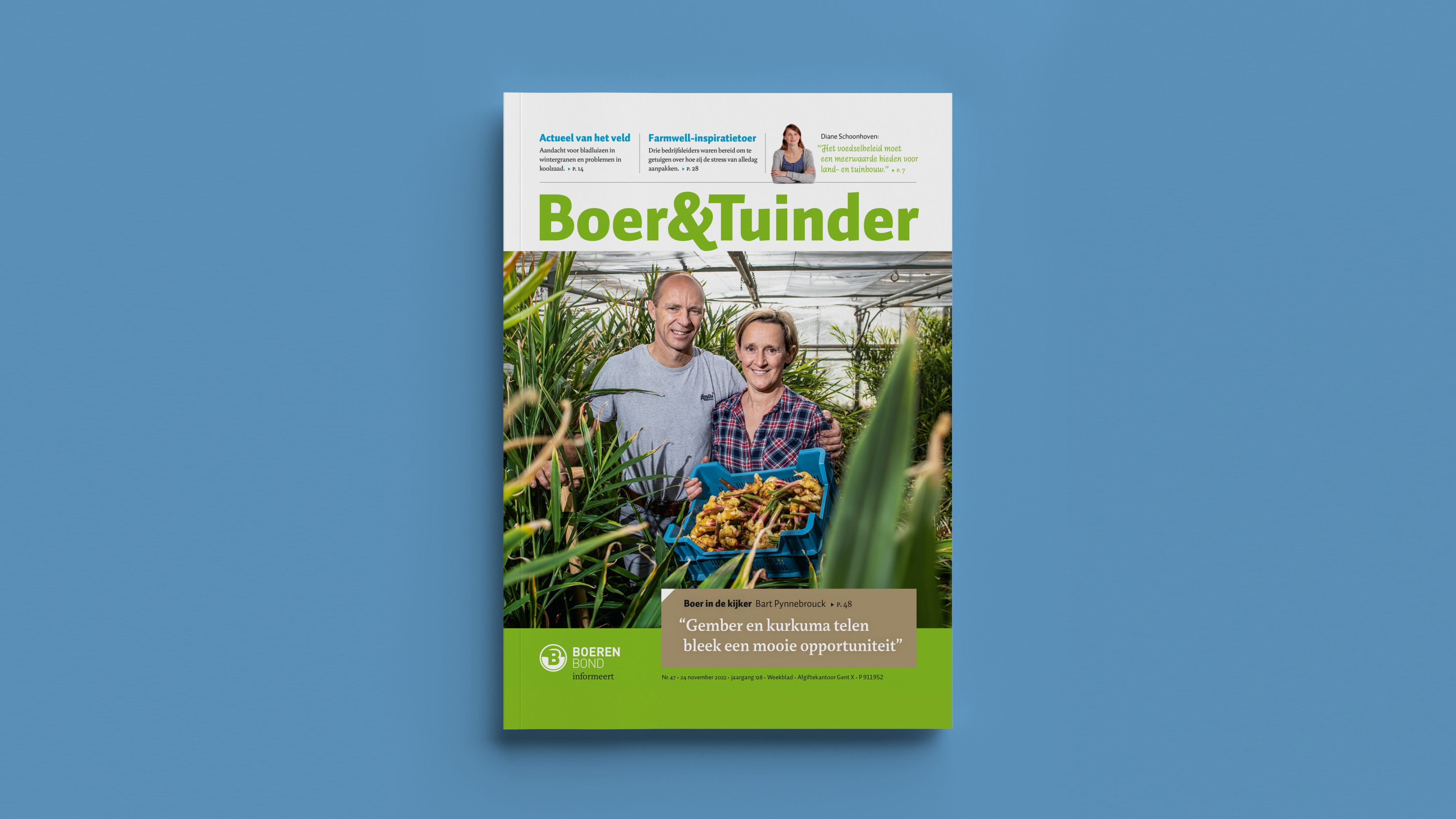
Cover van Boer&Tuinder (november 2022)

Boer&Tuinder is het ledenblad van de Boerenbond in Vlaanderen. Het vakblad brengt wekelijks syndicaal, economisch en juridisch-sociaal nieuws voor al wie op professionele wijze bezig is met land- en tuinbouw. Ook publiceert Boer&Tuinder vaktechnische artikelen, is er oog voor de Europese en wereldpolitiek en voor markttendensen.
Boer&Tuinder bestond 124 jaargangen in een kranteneditie. Sinds 2019 verschijnt het in magazineformaat. Boer&Tuinder wordt wekelijks uitgegeven.

## Landelijke Beweging
De Boerenbond maakt deel uit van de Landelijke Beweging die nog twee andere beroepsorganisaties telt: de Groene Kring voor jongeren en Ferm voor agravrouwen. Dit netwerk voor boerinnen en tuiniersters heeft ook een socio-culturele werking. De Landelijke Beweging telt daarnaast nog drie andere socio-culturele organisaties:
- Landelijke Gilden, vereniging die mensen met een hart voor het platteland samenbrengt;
- Katholieke Landelijke Jeugd (KLJ), voor jongeren en jongvolwassenen;
- Landelijke Rijvereniging Vlaanderen (LRV), voor paardensport in verenigingsverband.

## Structuur

### Bestuur
Huidig voorzitter is Lode Ceyssens en algemeen secretaris is Frans De Wachter. Eerste ondervoorzitter is Lut D'Hondt. Nationaal proost ten slotte is Jos Daems. De hoofdzetel is gevestigd in de Diestsevest 40 te Leuven.
| Periode   | Voorzitter             |
| --------- | ---------------------- |
| 1890-1925 | Joris Helleputte       |
| 1925-1936 | Victor Parein          |
| 1936-1940 | Gilbert Mullie         |
| 1940-1949 | Alfons Conix           |
| 1949-1961 | Gilbert Mullie         |
| 1961-1964 | Maurits Van Hemelrijck |
| 1964-1977 | Constant Boon          |
| 1977-1981 | André Dequae           |
| 1981-1992 | Jan Hinnekens          |
| 1992-1995 | Robert Eeckloo         |
| 1995-2008 | Noël Devisch           |
| 2008-2015 | Piet Vanthemsche       |
| 2015-2022 | Sonja De Becker        |
| 2022-     | Lode Ceyssens          |

| Periode    | Algemeen secretaris       |
| ---------- | ------------------------- |
| 1890-1902  | Jacob-Ferdinand Mellaerts |
| 1902-1936  | Eduard Luytgaerens        |
|            |                           |
| 1941-1960  | Jozef Rondou              |
| 1960-1977  | Jan Hinnekens             |
| 1977-1984  | Robert Eeckloo            |
| 1984-1993  | Maurice Beddegenoots      |
| 1993-1995  | Hubert Fosseprez          |
| 1995-2000  | Frans Hofkens             |
| 2001-2013  | Sonja De Becker           |
| 2013-2017  | Peter Bruggen             |
| 2017-heden | Frans De Wachter          |

| Periode    | Proost                    |
| ---------- | ------------------------- |
| 1890-1902  | Jacob-Ferdinand Mellaerts |
| 1902-1936  | Eduard Luytgaerens        |
| 1936-1962  | Karel Cruysberghs         |
| 1962-1970  | Evrard Janssens           |
| 1970-1980  | Jozef Hellemans           |
| 1980-1992  | Edgard Debergh            |
| 1992-2003  | André Vanclooster         |
| 2003-2007  | Robrecht Boone            |
| 2007-2014  | Vic Nijs                  |
| 2014-heden | Jos Daems                 |

| Periode   | Ondervoorzitters       | Periode    | Ondervoorzitters        |
| --------- | ---------------------- | ---------- | ----------------------- |
| 1917-1925 | Emiel Vliebergh        | 1992-1995  | Noël Devisch            |
| 1935-1941 | Emile Van Dievoet      | 1995-2000  | Louis Willemsen         |
| 1945-1964 | Alfons Conix           | 1995-2007  | Walter Vandepitte       |
| 1956-1961 | Maurice Van Hemelrijck | 2000-2004  | Yvan De Wulf            |
| 1964-1971 | Joris Onghena          | 2004-2013  | Peter Broeckx           |
| 1973-1977 | Andries Dequae         | 2007-2008  | Piet Vanthemsche        |
| 1975-1984 | Stanislas de Schaetzen | 2013-2015  | Sonja De Becker         |
| 1981-1984 | André Lagae            | 2013-2018  | Chris Coenegrachts      |
| 1985-1989 | Roger Van de Keere     | 2018-2021  | Georges Van Keerberghen |
| 1989-1995 | Max Smeers             | 2018-2023  | Eric Van Meervenne      |
| 1989-1991 | Robert Eeckloo         | 2021-2022  | Lode Ceyssens           |
|           |                        | 2023-heden | Lut D'Hondt             |

### Financieel
Het vermogen van de Boerenbond is ondergebracht in de Maatschappij voor Roerend Bezit van de Boerenbond (MRBB), met een in 2022 geschat vermogen van 5 miljard euro.